# Christenen voor Israël
Christenen voor Israël is een orthodox-protestante, Nederlandse stichting die vanuit een christelijk perspectief steun verleent aan en informatie biedt over Israël. 

## Geschiedenis
De stichting werd in 1980 opgericht door de Nederlandse zakenman Karel van Oordt (1928-2013). Aanvankelijk was deze stichting gevestigd in Leidschendam, later werd dit in Nijkerk. De geschiedenis van de stichting hangt nauw samen met die van het Israël Producten Centrum en Isreality dat onder meer de jaarlijkse Isreality Academy en sinds 2005 het jaarlijkse Jongerenweekend organiseert. De stichting stond onder leiding van onder meer predikant Jaap de Vreugd (tot 2007) en Dick Schutte (2007-2017). Sinds januari 2020 heeft Frank Heikoop de leiding en sinds juli 2020 is Frank van Oordt directeur. Voorzitter van de internationale organisatie is predikant Willem Glashouwer jr.

## Opvattingen
De stichting keert zich tegen de vervangingstheologie (ook wel vervangingsleer of substitutietheologie) die ze beschouwt als bestanddeel van sommige kerken, en die behelst dat de geestelijke plaats van het jodendom niet alleen is vervuld in, maar zelfs vervangen door die van het christendom. Zowel binnen het protestantisme als het rooms-katholicisme wordt de substitutietheologie door de hoofdstroom niet meer aangehangen, het verschil van inzicht spitst zich wel toe op de vraag of en hoe een nationale staat kan samenvallen met het Jodendom als godsdienst. Christenen voor Israël verzetten zich tegen iedere vorm van antizionisme dat ze vereenzelvigen met antisemitisme, ofschoon ook onder gelovige joden een joodse staat niet onomstreden is. Christenen voor Israël gelooft daarentegen dat Gods beloften aan het Israëlitische volk zoals die in het Oude Testament zouden staan weergegeven, nog steeds gelden en dat in het verlengde daarvan het Joodse volk en de staat Israël 'Gods oogappel' zijn. Deze opvatting wordt ook wel getypeerd als Israëltheologie en vindt zijn oorsprong onder meer in het chiliasme.

## Activiteiten
Christenen voor Israël is een zogeheten algemeen nut beogende instelling en leeft van schenkingen. Ze organiseert regelmatig reizen naar Israël, inclusief verblijf in door haar gesteunde nederzettingen als Ariël op de Westelijke Jordaanoever (die door de Internationale gemeenschap illegaal worden geacht), en bijeenkomsten in haar Israëlcentrum, gelegen in Nijkerk. Tevens zet ze zich in voor de terugkeer van Joden uit de gehele wereld naar Israël. Daartoe is in 1996 het project Breng de Joden Thuis gestart. Hiermee probeert Christenen voor Israël letterlijk invulling te geven aan de profetieën in de Bijbelboeken Jesaja, Jeremia en Ezechiël, die zeggen dat de Joden uit onder meer 'het noorderland' (volgens sommigen gaat het hier om Rusland, Oekraïne e.o.) zullen terugkeren naar Israël. Op 29 maart 2016 zond de Evangelische Omroep naar aanleiding van het voorgaande een documentaire uit, eveneens getiteld Breng de Joden thuis, waarin veldwerker Koen Carlier gevolgd wordt. Sinds 1996 zijn er met behulp van de stichting duizenden joden naar Israël teruggekeerd. De doelstelling om in 2010 de 100.000 te halen, een getal dat eerder al voor 2008 werd nagestreefd, is volgens Christenen voor Israël inderdaad gehaald.
In 2013 begon men in het voor- en najaar een Israëlcursus in het Israëlcentrum in Nijkerk met een serie lezingen.
In 2001 begon CvI zogeheten solidariteitsreizen te organiseren naar Israël waar de nadruk ligt op het ontmoeten van de Israëlische bevolking. Onder meer Meindert Leerling was tot 2008 hierbij betrokken. De boekingen worden door partner Krukziener Reisburo in Amsterdam verzorgd.
Met behulp van een donatie van de stichting is de Montefioremolen in Jeruzalem gerestaureerd.
Ten tijde van de coronapandemie zond Christenen voor Israël vijf werkdagen per week 's avonds vanaf 19.30 uur een livestream uit. Hier werden diverse sprekers voor uitgenodigd of een vraaggesprek met Sara van Oordt of Paola Veenendaal. Deze livestream werd uitgezonden via YouTube en de eigen website waarop kijkers interactief mee konden doen door middel van de chatfunctie.

## Kritiek
In 2024 kreeg de stichting kritiek omdat ze geld inzamelt voor Joodse kolonisten in volgens internationaal recht illegale nederzettingen op de Westelijke Jordaanoever. Met het geld worden drones, kogelvrije vesten en helmen gekocht.

## Etikettering
In 2019 werd de organisatie door het Ministerie van Economische Zaken aangesproken op het feit dat in haar Israël-winkel goederen (bijvoorbeeld wijnen) worden verkocht geproduceerd in "Israëlische nederzettingen" met daarop "made in Israel". Dit is in strijd met een Europese richtlijn uit 2015. Die geeft aan dat op zo'n product een etiket moet zijn geplakt met daarop de vermelding Westelijke Jordaanoever en dan Israëlische nederzetting. Hoge boetes werden in het vooruitzicht gesteld. De stichting Christenen voor Israël reageerde verbolgen, men noemde het een anti-joodse etikettenstrijd.
De SGP en de ChristenUnie stelden daarop Kamervragen. Een paar weken hierna stuurde de Nederlandse Voedsel- en Warenautoriteit (NVWA) een brief aan het Israël Producten Centrum (de Israëlwinkel) waarin men liet weten de antwoorden van de minister af te wachten. Die stelde in het najaar de EU-richtlijnen ter zake te volgen. Daarop werd in november in de Tweede Kamer een motie aangenomen die het kabinet oproept niet eenzijdig Israël aan te pakken.
In 2020 volgde een nieuwe inspectie door de NVWA. Het ging om de vraag of het voedselveiligheidsplan op orde was en of de etikettering van de zogenoemde Hebronwijnen juist was. Er volgde een waarschuwing: mocht het niet in orde gemaakt worden dan zal een boete volgen. De reactie van Christenen voor Israël was dat de BDS-beweging de boosdoener was, die zou de NVWA onder druk zetten. Hierop kwam een brievenschrijfactie op gang richting NVWA. In de voorbeeldbrief wordt als belangrijk argument genoemd dat "men (NVWA) zich schuldig maakt aan eenzijdige verontwaardiging tegen de Joodse staat." Waarom pakt men niet Marokko aan (bezet Westelijke Sahara) of Turkije (bezet Noord-Cyprus) of China (bezet Tibet)?
Het Hof van Justitie (Europese Unie) in Luxemburg deed in 2020 uitspraak over een gelijkaardige etikettenkwestie in Frankrijk. Deze ging over Psagotwijnen afkomstig uit de bezette gebieden. Volgens het Hof moeten de Fransen/in Frankrijk gevestigde bedrijven of producenten zich houden aan de Europese richtlijnen.
Eind maart 2023 oordeelde de rechtbank te Rotterdam het beroep van het Israël Producten Centrum (IPC) tegen de opgelegde boete in verband met hun misleidende etiketten op flessen wijn uit de illegale nederzetting Kiryat Arba als ongegrond. De rechtbank oordeelde dat "het voor "eiseres" voldoende duidelijk moet zijn hoe de etiketten op de door haar verkochte flessen wijn zouden moeten luiden om misleiding te voorkomen". Het IPC had na de inspectie van 11 april 2019 een sticker op de flessen geplakt met de tekst "Israëlisch dorp in Judea & Samaria". Volgens de rechtbank kan de gemiddelde consument nog steeds misleid worden door deze nieuwe tekst.
Groepen die het opnemen voor de rechten van de Palestijnse bevolking stellen overigens dat etiketten, zelfs met de juiste tekst over de herkomst, impliciet legitimiteit verlenen aan dergelijke (door het IPC verkochte) illegale goederen.

## Zomertentoonstelling
Sinds 2003 is er elk jaar tussen mei en september een zomertentoonstelling:
- In 2011: Met de moed der hoop[14]
- In 2012: Dromen over Jeruzalem
- In 2013: Helden van Sion
- In 2014: Geen kinderspel
- In 2015: Vreugde in verdrukking[15]
- In 2016: De Grote Terugkeer[16]
- In 2017: Jubeljaar in Jeruzalem
- In 2018: Wereldwonder Israël
- In 2019: Expeditie Israel - op reis door het land van de Bijbel
- In 2020: Redders in Nood
- In 2021: Tijdreis met Janiv - door de geschiedenis van Israël
- In 2022: Bestemming Jeruzalem
- In 2023: Hallo Israël
- In 2024: Israël onder de Loep, geopend door Opperrabbijn Binyomin Jacobs op 5 juni tijdens Jeruzalemdag.
- In 2025: Je bent er nog! - de bevrijding door de ogen van een Joodse jongen (Salo Muller, 1936)

## Uitgaves
Israël Aktueel is een maandkrant van CvI die in maart 1985 voor het eerst verscheen en verstuurd werd aan 50.000 adressen. De uitgave verscheen eerst onder de naam Zicht op Israël, verscheen in zwart-wit en onregelmatig. In 2003 kwam er in de vormgeving een vernieuwing en sinds 2009 is het volledig in kleur. In 2020 verscheen de krant 10 keer met gemiddelde oplage van 78.800. In de krant staat voornamelijk Israëlnieuws (gezien vanuit Israëlisch standpunt), commentaar en gedachtes over de kerk en Israël. Andere uitgaven van de stichting zijn Profetisch Perspectief, Israël en de Kerk, Isreality en Tov!.

## Keurmerk
Christenen voor Israël is vanaf 1999 in het bezit van het CBF-keurmerk dat per 1 januari 2015 is verlengd tot 1 januari 2018. De stichting is in juli 2016 door het Centraal Bureau Fondsenwerving aangemerkt als erkend goed doel op basis van de nieuwe erkenningsregeling die het oude keurmerk vervangt.